# Ragunda gamla kyrka
Ragunda gamla kyrka är en kyrkobyggnad i Ragunda kyrkby på östra sidan av Indalsälven. Den tillhör Ragunda församling i Härnösands stift.

## Kyrkobyggnaden
Ragunda (gamla) kyrka byggdes strax ovanför dåvarande Ragundasjöns strandlinje i slutet av 1400-talet. Kyrkan är byggd i sten och har i stort sett samma utseende idag som den såg ut när den byggdes. Karakteristiskt för kyrkan är inslagen av röd ragundagranit. Kyrkan består av ett rektangulärt långhus med rakt avslutat kor i öster och sakristia i nordost. En ny kyrka byggdes norr om den gamla i mitten av 1800-talet. Gamla kyrkan var övergiven under 80 år, men restaurerades och återinvigdes 1931.
Inredningen går tillbaka till 1600-talet. Predikstolen är från 1632.
Altaruppsatsen tillskrivs Anders Olsson i Hållborgen och är enligt inskrift tillverkad 1689.
Kyrkporten, som är gjord av den kände tyske kyrkosnidaren Gregorius Raaf, är från 1696 och är speciellt sevärd. 
Mitt i porten finns en latinsk text som på svenska kan uttalas Jehova (Gud) bevare vår ingång och utgång.

## Orgel
1754 byggdes en orgel av Petter Qvarnström, Sundsvall med 6 stämmor. Orgeln bekostades av prosten Wilhelm Wargentin. Orgeln reparerades 1765 av Qwarnström.
| Manual        |
| Gedackt 8'    |
| Principal 4'  |
| Oktava 2'     |
| Kvinta 3'     |
| Oktava 1'     |
| Kvinta 1 1/2' |

Orgeln flyttades 1853 till den nya kyrkan och fick då en ny fasad. En ny orgel byggdes där 1864 av Per Åkerman, Stockholm. 1872 såldes orgeln till Edsele kyrka. 1892 såldes orgeln vidare till Helgums kyrka. Under en tid var orgeln även i privat ägo. 1916 sattes orgeln åter upp igen i kyrkan av Jonas Landberg, Hammerdal. Orgeln är mekanisk och har slejflåda. De tre sista tonerna på orgeln är stumma.
| Manual C-h2          |
| Gedagt 8'            |
| Principal 4' (fasad) |
| Flöjt 4'             |
| Oktava 2'            |
| Kvinta 1 1/2'        |
| Oktava 1'            |

## Galleri

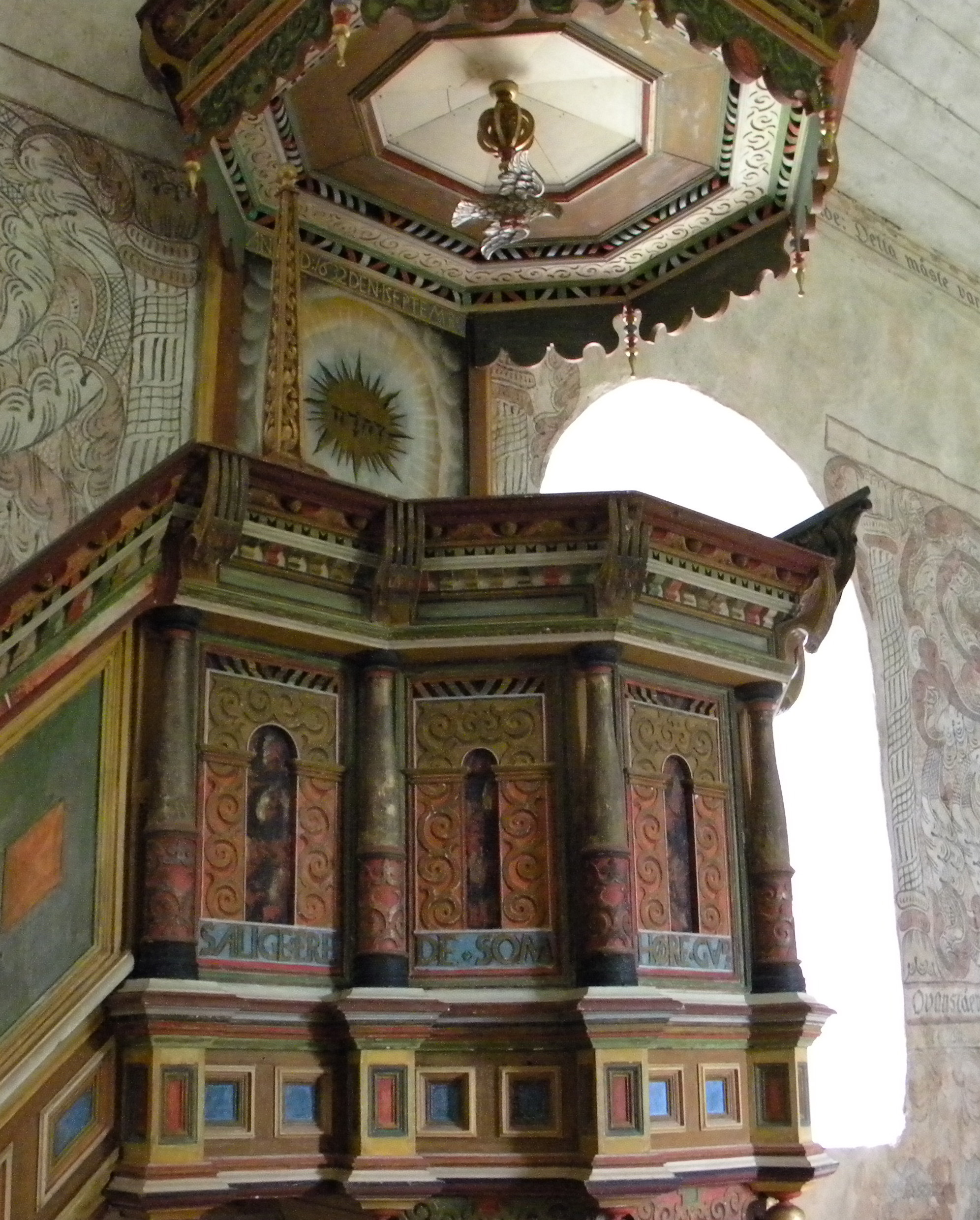
Predikstol från 1632
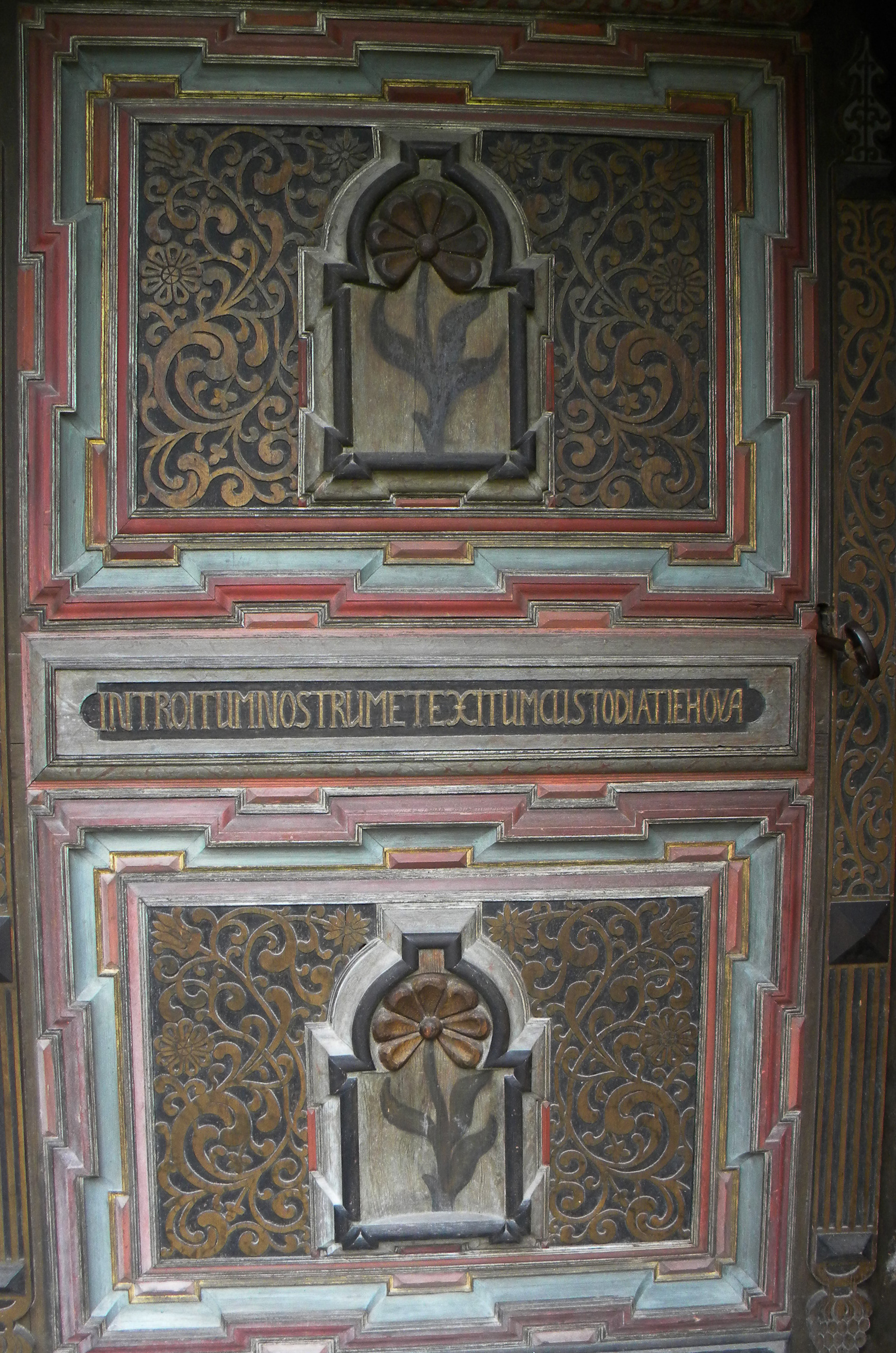
Kyrkport med latinsk text